# (580) Selene
(580) Selene (1905 SE) – planetoida z pasa głównego asteroid okrążająca Słońce w ciągu 5 lat i 305 dni w średniej odległości 3,24 j.a. Została odkryta 17 grudnia 1905 roku w Landessternwarte Heidelberg-Königstuhl w Heidelbergu przez Augusta Kopffa. Nazwa planetoidy pochodzi od Selene, która była boginią i uosobieniem Księżyca w mitologii greckiej (została zainspirowana literami oznaczenia asteroidy [1905 SE] w imieniu SElene). Przed jej nadaniem planetoida nosiła oznaczenie tymczasowe (580) 1905 SE.